# Maksim Shilo
Maksim Shilo (tiếng Belarus: Максім Шыла; tiếng Nga: Максим Шило; sinh 17 tháng 4 năm 1993) là một cầu thủ bóng đá Belarus. Tính đến năm 2018, anh thi đấu cho Smolevichi.